# Sapo-parteiro-bético
Alytes dickhilleni, conhecido também como sapo-parteiro-bético ou simplesmente sapo-parteiro  é um pequeno anfíbio nativo das regiões montanhosas do sudoeste da Espanha. Pertencem ao gênero Alytes tendo suas estruturas externas dos sapos adultos semelhantes ao Alytes obstetricans, mas a genética (DNA) do Alytes dickhilleni indica que esta espécie é irmã do Alytes muletensis. Possui populações restritas a uma pequena área inferior a 2 000 km² de extensão no sudoeste da Espanha.
O sapo-parteiro-bético tem temperamento dócil, possui hábitos noturnos e o acasalamento ocorre durante a noite. Raramente o sapo-parteiro-bético é encontrado ao dia. Com seus 4 centímetros (32 milímetros) de comprimento, o sapo-parteiro é praticamente do tamanho de um dedo polegar humano. Sua alimentação é baseada em pequenos insetos como besouros, grilos e moscas. Os girinos alimentam-se de matéria vegetal. O sapo-parteiro-bético e as outras espécies do seu gênero recebem esse nome porque no acasalamento os machos são os responsáveis pelo cuidado e a postura dos ovos na água.
Os sapo-parteiro-bético habita regiões que vão desde o litoral sudeste da Espanha até as altas montanhas espanholas. Classificada como vulnerável na escala da União Internacional para Conservação da Natureza (International Union for Conservation of Nature) por perda do seu habitar para a agricultura moderna que está se instalando na região. A retirada de córregos de água e o abandono de bebedouros de água artificiais também têm sido a causa para o declínio da população dessa espécie nos últimos anos. A futura ameaça em potencial que poderá afetar o sapo-parteiro-bético é o fungo Chytridiomycota que já afeta outro sapo do mesmo gênero, o Sapo-parteiro-comum que também habita a Espanha.

## Classificação
O sapo-parteiro-bético recebe este nome porque os machos são os responsáveis pelo cuidado e postura dos ovos na água. Seu último nome bético foi dado porque esta espécie esta localizada na antiga província romana de Bética, que hoje é uma região na Espanha chamada de Andaluzia, os moradores dessa região eram chamados de béticos. Por isso o Alytes dickhilleni é chamado de sapo-parteiro-bético. A descoberta da espécie deve-se a Arntzen & García-París no ano de 1995. Embora a espécie tenha sido catalogada recentemente, foram encontradas fósseis que indicam que essa espécie vem se desenvolvendo ao longo de cinco milhões de anos atrás. 

## Descrição
O sapo-parteiro-bético é uma espécie de pequeno porte medindo de 4 a 6 centímetros de comprimento (do tamanho de uma moeda de um euro). Possui olhos grandes e pupila em formato de fenda. As patas são relativamente longas. A pele a longo de suas costa tem verrugas, no entanto, a sua pele em geral é brilhante e macia. Tal como outros sapos do mesmo gênero, os machos transportam os ovos nas suas costas até estes eclodirem, daí o seu nome comum de sapo parteiro. As diferenças físicas entre machos e fêmeas é pouco distinguida a olho nu. Geralmente as fêmeas são mais gordas e tem a cabeça e as pernas proporcionalmente menores que os machos.
As glândulas presentes na parte traseira de seus olhos. Esta espécie diferentemente de outras espécie de seu gênero, não possui pontos glandulares de cor vermelho-alaranjado em seu corpo. A uma zona de cor cinza em seus olhos. Para se proteger esta espécie camufla-se nas pedras, isso graças a sua cor cinza-preto distribuída pelo seu corpo em forma de pontos.

## Habitat Natural
Esta espécie geralmente é encontrada em populações isoladas em torno de montanhas no sudoeste da Espanha que podem ocorrer em altitudes de até 2 140 metros acima do nível do mar. Habitam florestas de pinheiros, florestas de carvalho e pastagens rochosas. Os adultos são geralmente encontrados em solos erodidos próximo a água ou sob rochas. Os girinos são encontrados em reservatórios de água criado pelo macho do sapo-parteiro. Por causa da devastação do seu habitat, o sapo-parteiro-bético esta ameaçado.

## Ecologia

### Alimentação
Sua alimentação é composta principalmente de insetos como besouros, grilos e moscas. Também se alimenta de lagartas, centopéias e miriápodes. Os girinos se alimentam de matéria vegetal. Os sapo-parteiro-bético tem pequenos dentes  córneos com o qual mastigam o alimento. Sapos recém-nascidos podem ser presas dos sapos-parteiros-béticos.

### Comportamento
O sapo-parteiro tem temperamento dócil como a maioria da espécies do seu gênero. São animais nocturnos e se escondem durante o dia em seus refúgios como cavernas rochosas e até buracos que eles cavaram com as patas. Na época do acasalamento os machos emitem sons para atrair fêmeas para o acasalamento. Algumas vezes, os machos podem acasalar com mais de uma fêmea, e em consequência pode vir a carregar a até três desovas de uma vez. A postura dos ovos fica por conta dos machos e estes carregam os ovos em sua costa. Os machos procuram um lugar para abrigar os ovos, cavam um pequeno buraco com água e ali põe os ovos protegidos da luz e de predadores.

### Reprodução
O Sapo-parteiro-bético exibe comportamento reprodutivo notável, o que é comum de todos os membros do género Alytes. O macho normalmente vive em um buraco no chão razoavelmente úmido a uma curta distância de uma fonte de água. O macho emite um som para atrair uma parceira. A fêmea se sente atraída pelo som emitido pelo macho e vem a sua toca. O macho abraça a fêmea com firmeza até que ela comece a expelir os ovos. Esse processo é muito longo. À medida que os ovos surgem, o macho se encobre os ovos com suas pernas e lança seu esperma para fertilizá-los. Cerca de quatro horas depois, o macho então desliza em cima da fêmea, atinge em torno de sua garganta e, através de um complicado conjunto de movimentos, quebra os fios de ovos em torno de suas pernas. Quando o macho consegue enrolar o conjunto de ovos de forma segura nas pernas traseiras, a fêmea vai embora, deixando o macho para cuidar dos ovos até que choquem.
Os machos podem manter os ovos por um mês ou mais sob suas pernas protegendo-os de predadores. Para que os ovos não sequem, os machos vão de vez em quando a uma fonte de água para umedece-los. Quando os girinos estão perto de sair dos ovos, o macho vai até a fonte de água e se esconde debaixo de pedras e fissuras de rochas, isso para proteger os girinos, pois eles são sensíveis a luz. O macho deposita os ovos ali e após isso, os girinos saem dos ovos e passam um grande tempo se desenvolvendo na água. Isso ocorre durante todo o inverno nas montanhas da Espanha.
Os girinos crescem cerca de 6 a 7 cm de comprimento, são robustos e são caracterizados por uma pequena orifício na parte ventral que serve tanto para a respiração, alimentação e a expulsão da água. A cauda é alongada e espessa com a ponta arredondada. A coloração do girino é prata com vários pontos marrons escuros. Na parte de traz da cabeça, exatamente onde começa a cauda existe uma mancha escura em forma de V. É difícil a identificação dos girinos do sapo-parteiro-bético se levando em consideração a sua coloração, varia muito de um lugar para outro, dependendo da exposição a luz do Sol.

### Proteção natural
A parte traseira do sapo-parteiro é coberta com pequenas verrugas que expelem veneno quando o sapo é manipulado ou atacado. O veneno é tão poderoso que o sapo-parteiro tem poucos predadores naturais. Esse veneno também ajuda a manter os ovos a salvo de ataques. Os girinos não possuem o veneno, e, portanto, são vítimas de peixes e insetos. O sapo-parteiro-bético também se camufla nas pedras, isso porque sua pele tem manchas acinzentadas o que ajuda o animal a se esconder entre as pedras do meio onde vive. Um dos seus principais predadores é a cobra Natrix maura.
Seus predadores naturais são mamíferos,  como o ouriço, o javali, lontras, doninhas, fuinhas. Também as aves de rapina~ nocturnas como a coruja. Diferentes espécies de insetos aquáticos e larvas de libélulas também se alimentam de girinos. Os principais predadores são as cobras de água, como a Natrix maura e a Natrix natrix. A abundância de cobras na região aonde vive o sapo-parteiro-bético é um fator que limita a continuação dessa espécie, isso pode explicar o seu parcial confinamento nas áreas de montanhas, em altitudes mais elevadas, onde as cobras são menos encontradas. O mesmo fato acontece no caso do sapo-baleares, que é encontrado apenas em ravinas que são áreas inacessíveis, onde não há a presença da Víbora-cornuda.

## Ameaça e conservação
A espécie está ameaçada por perda de habitat adequados para a reprodução. Isso se deve pela retirada excessiva de água pelo ser humano, pela seca e modernização das práticas agrícolas. A futura ameaça em potencial é o Chytridiomycota uma doença causada por fungos, que já afeta outra espécie da região, o Alytes obstetricans que também é endêmico da Espanha. O sapo-parteiro-bético é listada como vulnerável na Lista Vermelha de Espécies Ameaçadas da IUCN, porque sua área de ocupação é inferior a 2 000 km ², sua distribuição está muito fragmentada, e há um declínio contínuo na extensão e na qualidade de seu habitat e no número de subpopulações. O sapo-parteiro-bético também está vulnerável à mudança de temperatura terrestre.
Há nove pontos de reprodução na Serra de Baza que promoveu melhor reprodução para o sapo-parteiro-bético, essas áreas já estão sendo usadas pelo sapo para fins de reprodução. A criação de parques de proteção também ajudam a preservação da espécie. Embora isso, as maiores medidas de conservação para o sapo-parteiro-bético ainda estão em estudo.
Em 21 de janeiro de 2008, a Evolutionarily Distinct and Globally Endangered (EDGE), através da chefe do projeto Helen Meredith, identificou os mais estranhos, maravilhosas e ameaçadas anfíbios da natureza: Os anfíbios EDGE estão entre as espécies mais notáveis e incomuns do planeta, porém alarmantes 85% do top 100 de espécies estão recebendo pouca ou nenhuma atenção para a conservação. O rank das 10 espécies mais ameaçadas de extinção incluem: a salamandra-gigante-da-china, o pequeno sapo Guardiner de Seychelles, o Boulengerula niedeni, as rãs-fantasma da África do Sul, a axolote, o sapo-arco-íris da Malásia, rã-de-Darwin do Chile e o sapo-parteiro-bético. 